# Portugalete (Argentina)
Portugalete es una comuna del Departamento San Cristóbal, Provincia de Santa Fe, Argentina.

## Ubicación
Se encuentra ubicada al norte de la ciudad de San Cristóbal, cabecera del departamento.  

## Población y demografía
145 habitantes (Indec, 2022)

## Historia
La colonia se fundó de la mano de la Compañía de Tierras de Santa Fe el día 18 de septiembre de 1890. 

## Santo Patrono
- 24 de septiembre, Nuestra Señora de la Merced.